# Odliczenie darowizn od dochodu
Odliczenie darowizn od dochodu – jedna z ulg podatkowych w polskich przepisach prawa podatkowego. Polega na odliczeniu od dochodu darowizn przekazanych na określone w ustawach cele.

## Darowizny określone w ustawie o podatku dochodowym od osób fizycznych
Ustawa o podatku dochodowym od osób fizycznych z dnia 26 lipca 1991 r. określa trzy rodzaje darowizn, jakie podatnik może odliczyć od dochodów:
- darowizny na krwiodawstwo[1] - krew i/lub osocze przekazane w ramach honorowego krwiodawstwa. Ulga przysługuje w wysokości ekwiwalentu pieniężnego wynoszącego 130 zł za 1 litr krwi lub osocza. Maksymalna wartość odliczenia na krew może wynieść 351 zł w przypadku mężczyzn oraz 234 zł w przypadku kobiet. Odliczenie za osocze może wynieść maksymalnie 2550 zł[2];
- darowizny na działalność pożytku publicznego[3];
- darowizny na kult religijny[4] - środki finansowe lub darowizny w formie rzeczowej przekazane np. na budowę kościoła, remont kościoła albo jego wyposażenie[5].

Odliczenie darowizn na powyższe cele nie może stanowić więcej niż 6% dochodu darczyńcy.

## Darowizny określone w odrębnych ustawach
Odrębne ustawy określają możliwość odliczenia od dochodu darowizn na działalność charytatywno-opiekuńczą kościelnych osób prawnych. Darowizny te mogą być odliczane w pełnej wysokości (maksymalnie 100% dochodu).
Ulga ta wynika z następujących ustaw:
- ustawa z dnia 17 maja 1989 r. o stosunku Państwa do Kościoła Katolickiego w Rzeczypospolitej Polskiej
- ustawa z dnia 4 lipca 1991 r. o stosunku Państwa do Polskiego Autokefalicznego Kościoła Prawosławnego
- ustawa z dnia 30 czerwca 1995 r. o stosunku Państwa do Kościoła Adwentystów Dnia Siódmego w Rzeczypospolitej Polskiej
- ustawa z dnia 30 czerwca 1995 r. o stosunku Państwa do Kościoła Chrześcijan Baptystów w Rzeczypospolitej Polskiej
- ustawa z dnia 13 maja 1994 r. o stosunku Państwa do Kościoła Ewangelicko-Augsburskiego w Rzeczypospolitej Polskiej
- ustawa z dnia 30 czerwca 1995 r. o stosunku Państwa do Kościoła Ewangelicko-Metodystycznego w Rzeczypospolitej Polskiej
- ustawa z dnia 20 lutego 1997 r. o stosunku Państwa do Kościoła Zielonoświątkowego w Rzeczypospolitej Polskiej
- ustawa z dnia 20 lutego 1997 r. o stosunku Państwa do Kościoła Starokatolickiego Mariawitów w Rzeczypospolitej Polskiej
- ustawa z dnia 30 czerwca 1995 r. o stosunku Państwa do Kościoła Polskokatolickiego w Rzeczypospolitej Polskiej
- ustawa z dnia 20 lutego 1997 r. o stosunku Państwa do Kościoła Katolickiego Mariawitów w Rzeczypospolitej Polskiej
- ustawa z dnia 13 maja 1994 r. o stosunku Państwa do Kościoła Ewangelicko-Reformowanego w Rzeczypospolitej Polskiej

Ustawa o stosunku Państwa do Kościoła Katolickiego w Rzeczypospolitej Polskiej jako działalność charytatywno-opiekuńczą podaje między innymi:
- prowadzenie domów dziecka, domów spokojnej starości, zakładów dla niepełnosprawnych;
- prowadzenie szpitali i aptek;
- pomoc osobom znajdującym się w trudnym położeniu materialnym lub zdrowotnym;
- organizowanie pomocy w zakresie ochrony macierzyństwa;
- organizowanie pomocy sierotom, osobom dotkniętym klęskami żywiołowymi i epidemiami;
- prowadzenie żłobków, schronisk, burs;
- pomoc w zapewnieniu wypoczynku dzieciom i młodzieży znajdującym się w trudnej sytuacji;
- krzewienie idei pomocy bliźnim;
- organizowanie pomocy ofiarom wojennym;
- przekazywanie za granicę pomocy ofiarom klęsk żywiołowych i osobom znajdującym się w szczególnej potrzebie.